# Haim Reitan
Haim Nissim Reitan (Istanbul, 20 maggio 1946) è un medico, traduttore e pubblicista italiano.

## Biografia
Reitan è cittadino italiano di origine israeliana. Attualmente vive a Bergamo (Italia). 
Ha finito il liceo biologico a Bat Yam in Israele. Si è laureato in medicina e chirurgia presso l'Università di Pavia nel 1974 a pieni voti cum laude. Successivamente ha conseguito le specializzazioni per le malattie dell'apparato cardio-vascolare, per Flebologia, Nefrologia a Pavia, New York, Miami, Arizona e Texas, negli Stati Uniti, e in seguito a Londra, Rotterdam e Tel Aviv. 
È membro dell'Associazione Italiana di Cardiologia e l'Associazione di Flebologia. 
Nel 2003 ha lavorato come direttore di sviluppo preso ospedali in alcune città d'Italia, come un consulente legale e come coordinatore in alcuni progetti all'interno della Comunità Europea, nei paesi in via di sviluppo come alcuni paesi africani. Nel corso del 2004, ha lavorato come consulente medico in progetti d'ingegneria per la costruzione del nuovo ospedale di Bergamo. 
Nel 2005 e nel 2006 ha compiuto il ruolo di coordinatore per lo sviluppo dei rapporti tra l'Italia e l'Albania nel campo della medicina, una cosa che ancora fa grazie agli ottimi rapporti che ha creato con i funzionari del Ministero della Salute. Ha assistito e continua a dare una mano a molte persone che hanno bisogno di essere curati in ospedali italiani e questa è parte del suo carattere, come un uomo con uno spirito di idealista missionario. Nel frattempo, continua a dirigere il suo centro medico a Bergamo (Italia). 
Haim Reitan parla alcune lingue straniere, come la lingua ebraica, l'inglese, l'italiano, lo spagnolo, francese, la lingua turca, ecc. Ora sta cercando di imparare anche la lingua albanese. Grazie alla sua capacità di poliglotta ed erudito egli è stato assunto anche come consulente di alcuni noti personaggi politici, come ministri, primi ministri e presidenti in diversi paesi e con il suo lavoro ha influenzato nel consolidamento dei rapporti billaterali (Albania, Macedonia, Kosovo, Congo, Italia). 
Come un buon conoscitore della politica e dello sviluppo nei Balcani con contraddizioni, conflitti e tensioni inter-etnichi, Dott. Haim Reitan si e dedicato anche agli studi di Albanologia e Balkanologia. Egli sta dando un grande contributo come traduttore e pubblicista con il suo dedizione in diversi media del mondo. Egli è uno dei più zelanti collaboratori della rivista “Krahu i shqiponjës” ("L'Ala dell'Aquila"), un organo della ONG: L'Associazione Culturale "Bilal Xhaferri" e l'organo di pubblicazione: La Casa Editrice "Bilal Xhaferri". 
Recentemente, Haim Reitan ha incoraggiato alcune lobby politiche-economiche in Italia, Israele, Stati Uniti d'America, Svizzera a sostenere lo sviluppo della democrazia in Albania, il riconoscimento dell'indipendenza del Kosovo, il consolidamento economico-amministrativa del nuovo Stato e l'internazionalismo del problema Ciama. In Albania passa molto tempo con lo storico Ciama Ibrahim Hoxha, con gli scrittori Shefki Hysa e Namik Mane e con altri intellettuali zelanti per la questione nazionale albanese. Haim Reitan è così innamorato con la questione Ciama da esprimersi in albanese: Io sono da Ciamuria, sono Ciama!
Haim Reitan ha conosciuto anche personalità della politica albanese come Sali Berisha, Sabri Godo, Fatmir Mediu, Edi Rama, Skënder Gjinushi, Hashim Thaçi ecc. Lui sta dando una particolare attenzione per lo sviluppo dell'energia verde nel territorio albanese. Uno dei suoi progetti è il gemellaggio di alcune università albanesi con le università dei paesi più sviluppati dell'Europa occidentale. Con il suo instancabile lavoro come missionario del problema albanese nel mondo, ha guadagnato il rispetto delle élite intellettuali in Albania, Kosovo e Macedonia.